# فردريك فلفيتش
فردريك فلفيتش (1806-1872) (بالإنجليزية: Friedrich Welwitsch)‏ هو عالم نبات نمساوي.

## نباتات وصفها فردريك فلفيتش
- إسفغنون أفريقي
- إليجيرية خماسية الأوراق
- أزدرخت أثيوبي
- بتيلياني ثنائي الأجنحة
- بتيلياني متفاوت الأجنحة
- بن أسود الثمار
- تولباغية اعتدالية
- خلنج بنغالي
- خلنج حرجي
- سمسم أنغولي
- سمسم ثلاثي الأوراق
- سيسبان رمادي
- قسط عملاق
- كملول أنغولي
- هجليج أنغولي
- هرناندية بنينية